# Serafina (Preis)
Serafina – Preis für Illustration ist ein Nachwuchspreis für Illustratorinnen deutschsprachiger Kinder- und Jugendliteratur, der seit 2014 von der Deutschen Akademie für Kinder- und Jugendliteratur vergeben wird. Zuvor schon wurde 2011 und 2012 mit Unterstützung der Märchen-Stiftung Walter Kahn ein Sonderpreis Märchenbilderbuch und 2014 ein Stipendium Märchenillustration verliehen.
Die Jury bestand 2019 aus:
- Birgit Fricke (Frankfurter Buchmesse)
- Stefan Hauck (Börsenblatt)
- Benno Hennig von Lange (Literaturhaus Frankfurt am Main)
- Claudia Maria Pecher (Präsidentin Deutsche Akademie für Kinder- und Jugendliteratur)
- Moni Port (Illustratorin, Ateliergemeinschaft LABOR)
- Henriette Sauvant (Illustratorin, Hochschule Trier, Fachbereich Gestaltung / Kommunikationsdesign)

Bisherige Preisträgerinnen waren:
- 2024 Katharina Vlcek: Mittelmeer. Tauche ein in die mediterrane Welt
- 2021 Laura D’Arcangelo: Herr Bert und Alfonso jagen einen Dieb[2]
- 2020 Linda Schwalbe: Ida und die Welt hinterm Kaiserzipf
- 2019 Lucia Zamolo: Rot ist doch schön
- 2018 Iris Anemone Paul: Polka für Igor
- 2017 Mirjam Zels: Fast wie Freunde
- 2016 Nanna Prieler: Ganz schön super
- 2015 Nele Brönner: Affenfalle
- 2014 Julie Völk: Das Löwenmädchen

Stipendium Märchenillustration
- 2014 Julia Beutling: Von den Fischer un siine Fru

Sonderpreis Märchenbilderbuch
- 2012 Markus Lefrançois: Aschenputtel
- 2011 Sybille Schenker: Hänsel und Gretel